# Chez le blanchisseur
Chez le blanchisseur (Collars and Cuffs) est un film américain produit par Hal Roach et réalisé par George Jeske, sorti en 1923.

## Fiche technique
- Réalisation : George Jeske
- Producteur : Hal Roach
- Photographie : Frank Young
- Genre : Comédie[1]
- Durée : 1 bobine
- Date de sortie : 1er juillet 1923

## Distribution
- Stan Laurel : un employé de la blanchisserie
- Mark Jones : le contremaître
- Eddie Baker : un employé
- Katherine Grant: un employé
- Jack Ackroyd : un employé
- George Rowe : un passant
- Sammy Brooks : employé

## Commentaire
Le film est réalisé dans l'esprit des productions Keystone, et se termine par une partie de patinage dans l'eau savonneuse qui a débordé d'un lave-linge